# Urophora congrua
Urophora congrua är en tvåvingeart som beskrevs av Friedrich Hermann Loew 1862. Urophora congrua ingår i släktet Urophora och familjen borrflugor. Inga underarter finns listade i Catalogue of Life.